# Smådådra
Smådådra (Alyssum simplex) är en korsblommig växtart som beskrevs av Rudolphi. I den svenska databasen Dyntaxa används istället namnet Alyssum campestre subsp. campestre. Enligt Catalogue of Life ingår Smådådra i släktet stenörter och familjen korsblommiga växter, men enligt Dyntaxa är tillhörigheten istället släktet stenörter och familjen korsblommiga växter. Arten förekommer tillfälligt i Sverige, men reproducerar sig inte. Inga underarter finns listade i Catalogue of Life.

## Bildgalleri

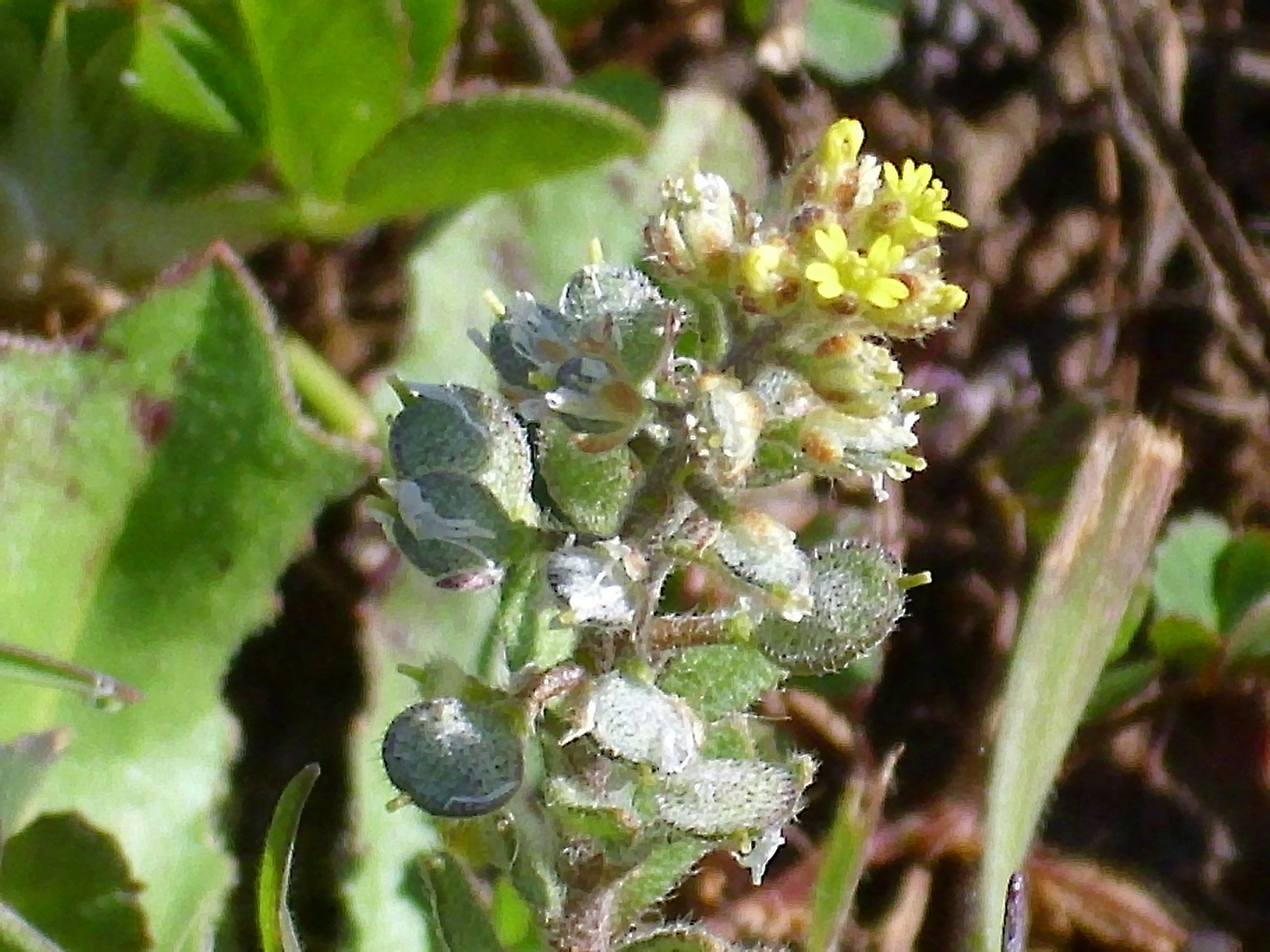
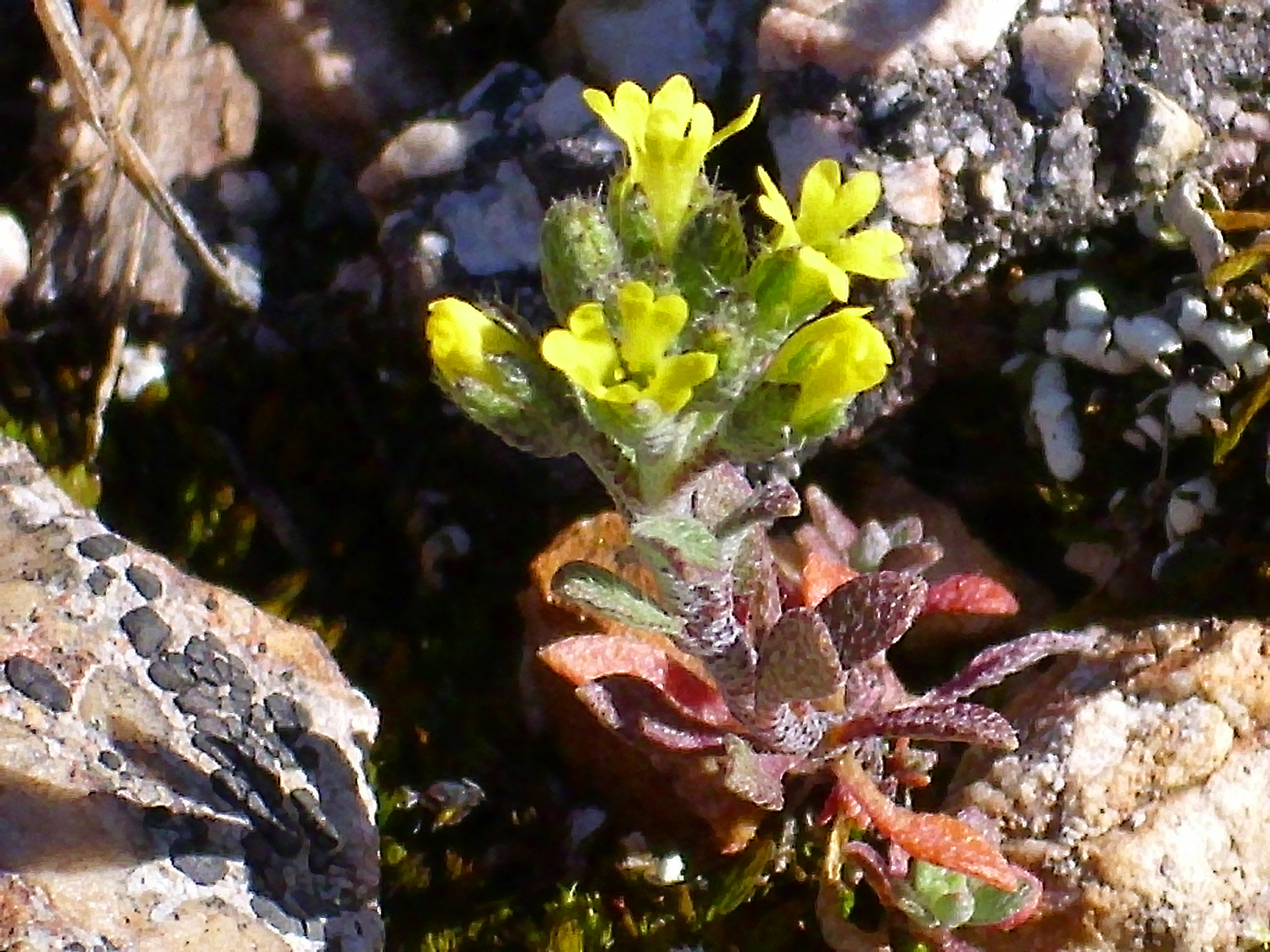
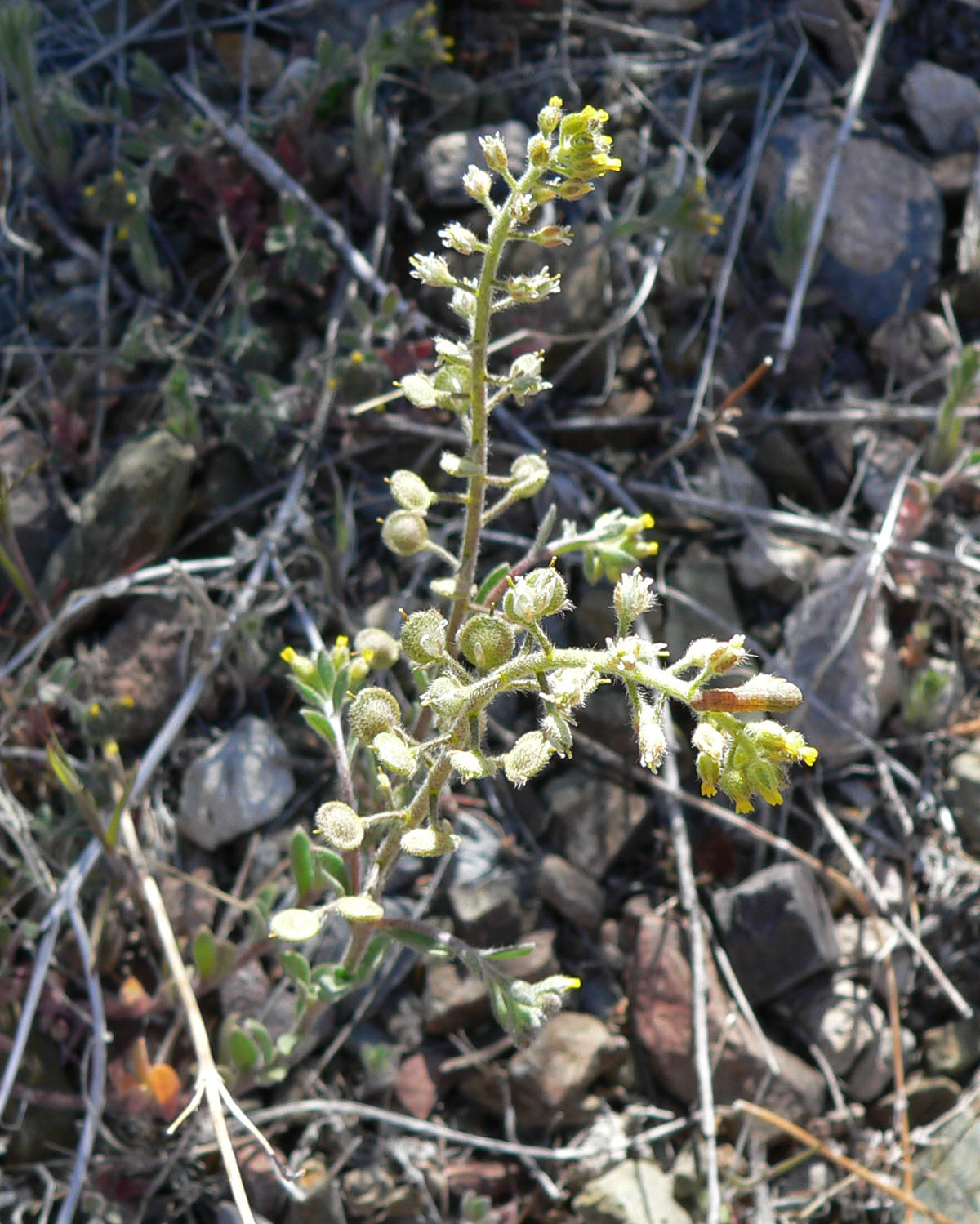
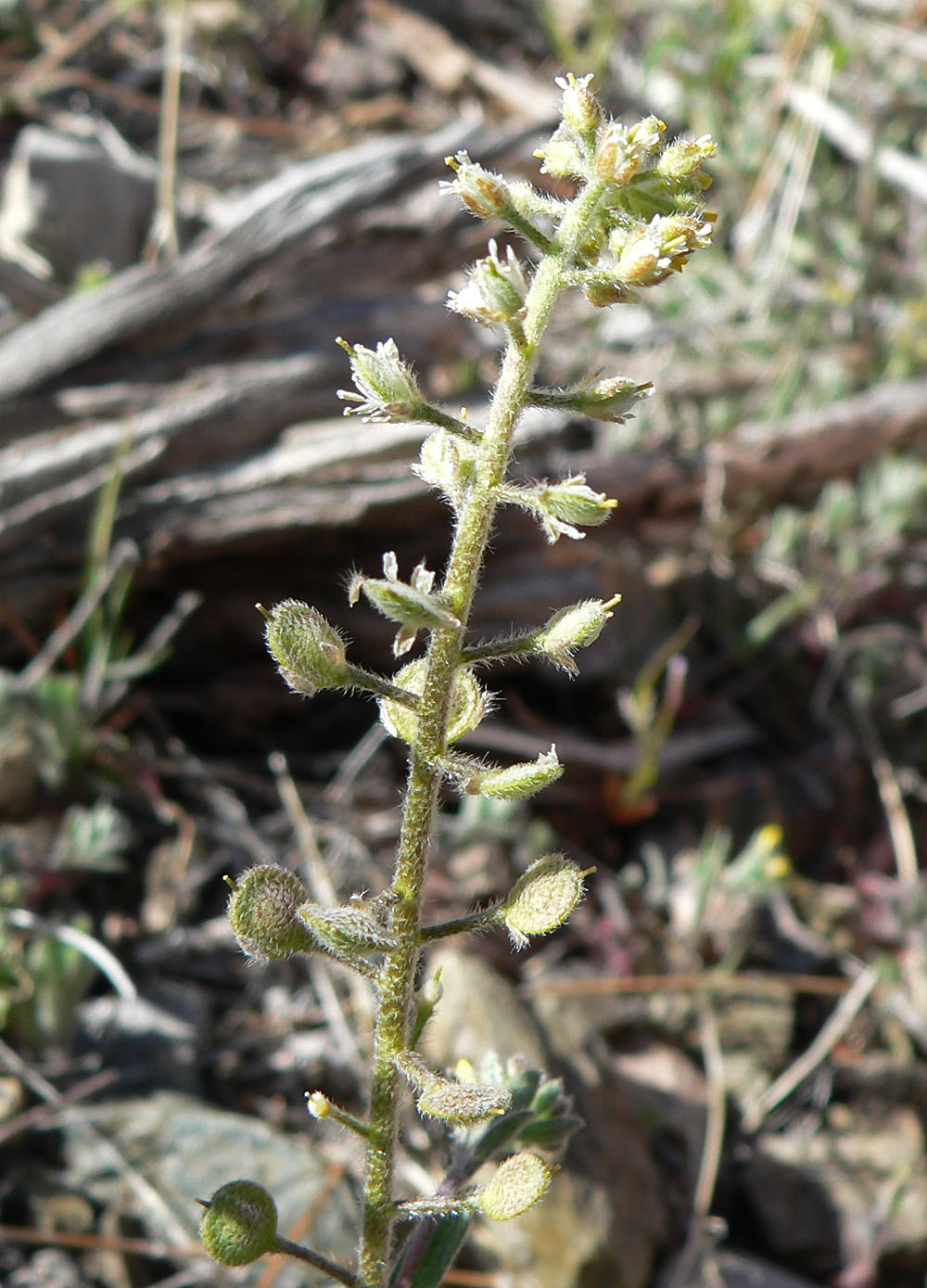
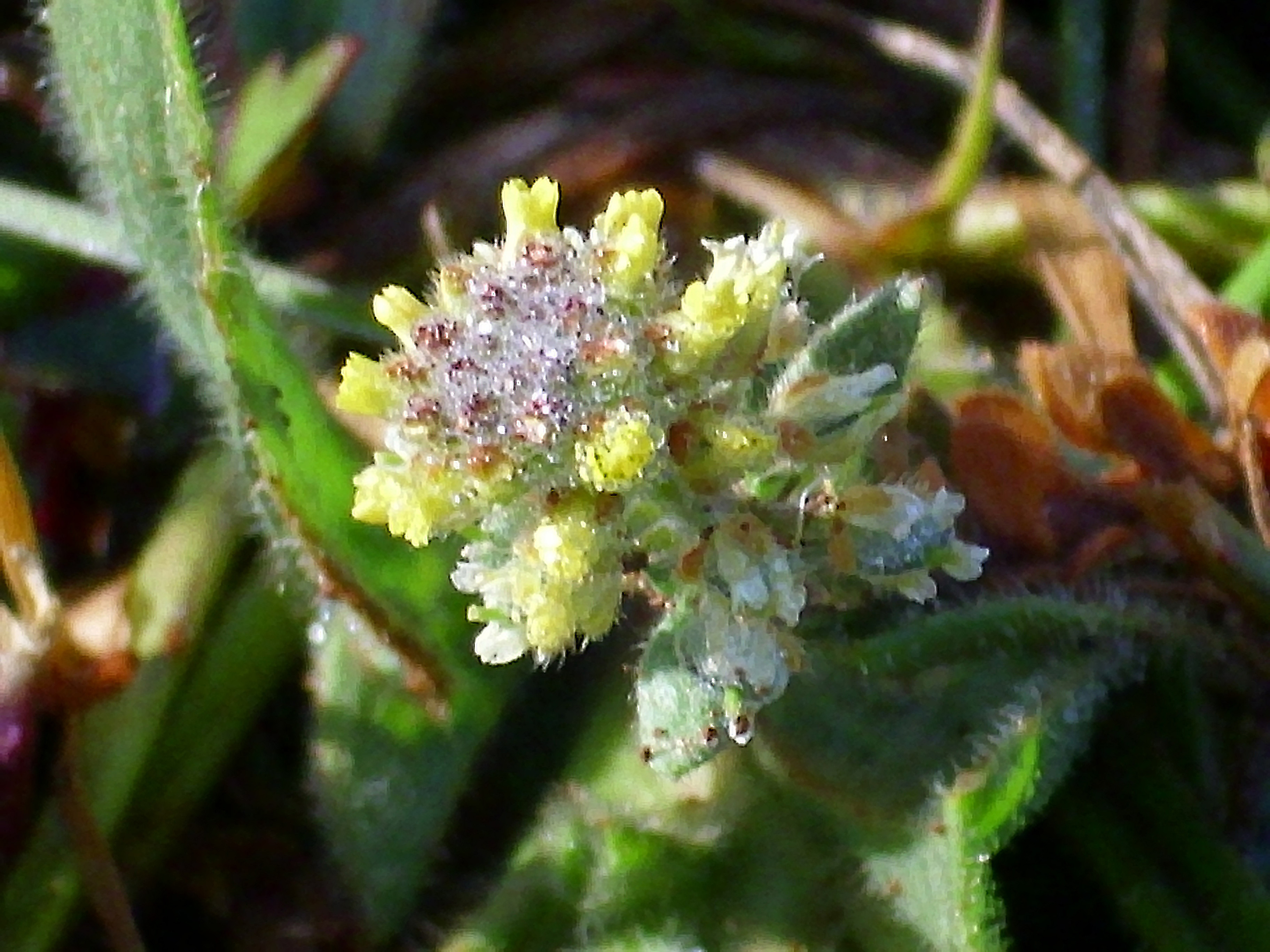
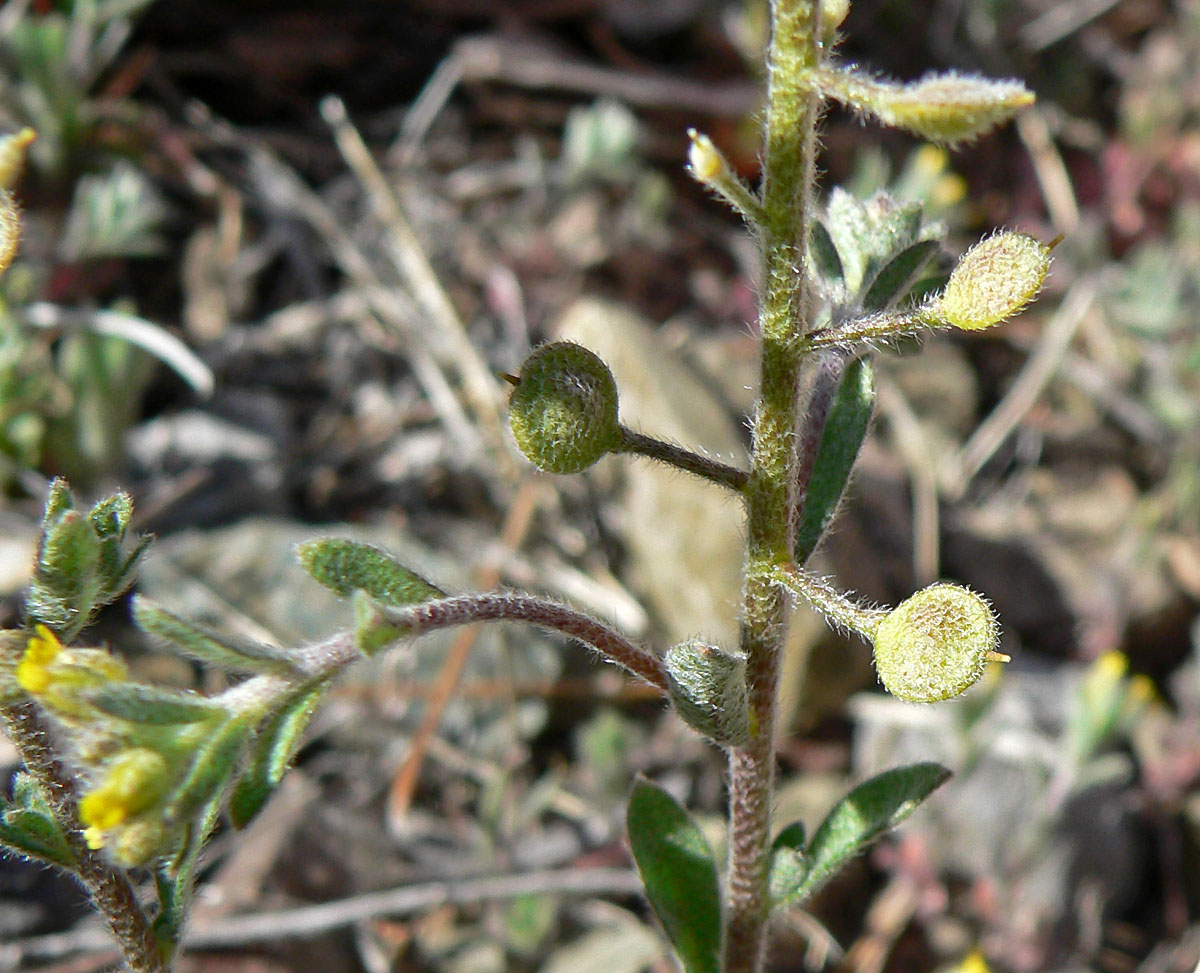